# النادي العلمي القطري

شعار النادي العلمي القطري

النادي العلمي القطري (بالإنجليزية:Qatar scientific club) تأسس في عام 1987 الموافق 1407هـ، وهو مؤسسة أهلية غير ربحية تهتم بتشجيع التعلم والابتكار والبحث في مجالات العلوم والتكنولوجيا وتهتم بتوفير بيئة علمية إبداعية جذابة لتمكين الشباب من التعلم والابتكار بما يخدم المجتمع في دولة قطر، ويدير النادي جهاز إداري.

## أهداف النادي العلمي القطري
1. تطوير البنى التحتية لتعزيز أفضل الممارسات العلمية عند الشباب
2. بناء الأنظمة والإجراءات لتحسين القدرات المؤسسية
3. استقطاب الشباب وتشجيعهم لتمكينهم في المجالات العلمية
4. تشجيع الشباب وتحفيزهم على الابتكار عن طريق دعم أفكارهم ومشاريعهم

## مؤسسو النادي العلمي القطري
- الدكتور / إبراهيم صالح خليفة النعيمي
- محمد يعقوب يوسف السيد
- عبد العزيز عبد الله أحمد السيد السادة
- يوسف محمد غانم الكواري
- هزيم عبد الله الهاشمي
- الشيخ / عبد الرحمن بن محمد آل ثاني
- حمد عبد الرحمن الرميحي
- عادل يحي إبراهيم الخزاعي
- أحمد علي الدوسري
- حسن عبد الله أحمد العبد الله
- راشد علي محمد إبراهيم
- عيسى سعد ربيعة الكواري
- درويش صالح أحمد
- جاسم عبد الله ثاني عباس الحداد
- سعد محمد عبد الله الدباغ
- ناصر غيث عبد الله الكواري
- علي فرج هاشم الانصاري
- محمد يوسف عبد الله السيد
- خالد مبارك المفتاح
- علي عبد الهادي أحمد آل أحمد
- علي سعد دغام النعيمي
- حميد سيد كمال الموسوي
- محمد إبراهيم عيسى السادة
- عبد الله محمد صالح الداوودي
- خالد صالح ثابت اليافعي

## مراكز وأقسام النادي العلمي القطري

### واحة الصناع
واحة الصناّع عبارة عن منصة تكنولوجية متطورة على مستوى المنطقة تم العمل على استحداثها وتطويرها بدءاً من عام 2020 من قبل النادي العلمي القطري ليتم تدشينها حسب الخطة في عام 2021 بهدف مواكبة التطور التكنولوجي الذي يعتمد على تقنيات الثورة الصناعية الرابعة في استخدام التكنولوجيا الرقمية الحديثة وتفعيل «إنترنت الأشياء» و«الذكاء الاصطناعي» في عمليات التصميم والتصنيع، وبذلك تعتبر الواحة مصنعاً ذكياً يساهم في توفير مساحات عمل فردية وجماعية تساعد الشباب المبدع والمبتكر على توليد الأفكار وتنفيذ المشاريع.
يهدف مركز واحة الصناع إلى:
- تعزيز ثقافة الصنع والابتكار في المجتمع
- تشجيع الشباب على الإبداع والابتكار
- توفير بيئة علمية جاذبة مجهزة بأحدث التقنيات
- إبراز الابتكارات الوطنية ذات الجدوى الاقتصادية
- احتضان المبتكرين ومساعدتهم على تنفيذ ونمذجة الأفكار

### حاضنة الابتكار
حاضنة الابتكار تقدم خدمات دعم المبتكرين الشباب وتعزز المضامين التي ترسخ قيم وثقافة الابتكار بين فئات الشباب خاصة، مع توفير بيئة رقمية متطورة تساهم في تسخير التقنيات الحديثة للمساعدة في إنتاج ابتكارات إبداعية أو خدمات مبتكرة، وتقدم حاضنة الابتكار للمبتكرين مساحة مكتبية مناسبة يتوفر بها متطلبات الحاضنة العصرية مثل شبكة واي فاي من الجيل الخامس وتراخيص البرمجيات المطلوبة، كما تقدم دعماً فنياً وتدريباً أكاديمياً وعملياً يساهم في تحويل التحديات إلى فرص، بالإضافة إلى الإرشاد والتوجيه المتعلق بتطوير المنتجات مما يساعد في تحويل ابتكارهم إلى منتج يتميز بمواصفات منافِسة.
تهدف حاضنة الابتكار إلى:
- تعزيز ثقافة الابتكار والملكية الفكرية
- توفير الوقت والجهد بالنسبة لرواد الأعمال المبتكرين
- تأهيل الرواد والمبدعين ورعايتهم
- العمل على استدامة المشاريع الابتكارية

### مركز ميكانيكا السيارات
هو أحد مراكز النادي العلمي القطري المجهز بأحدث المعدات والأجهزة الميكانيكية المتخصصة في مجال المحركات ويتوفر بها قاعات التدريب والمحاضرات والترفيه وتساهم في خلق بيئة جاذبة للأعضاء بهدف تدريبهم وتطوير مهاراتهم في مجال الميكانيكا على عدة مستويات للمبتدئين والهواة والمحترفين.
يهدف مركز ميكانيكا السيارات إلى:
- تطوير مهارات المنتسبين في مجال الميكانيكا بداية من فئة المبتدئين وصولاً لفئة المحترفين
- توفير بيئة أمنة مجهزة بأحدث المعدات للشباب
- ترسيخ مفهوم السباق الأمن لدى الشباب وتنظيم فعاليات للسباقات الامنة في الحلبات المخصصة لذلك في الدولة

### مركز المبتكر الواعد
تم تأسيس برامج مركز المبتكر الواعد ليستهدف الفئة العمرية من 5 حتى 14 سنة بناءً على نظام تعليمي قائم على دراسة العلوم والتكنولوجيا والهندسة والرياضيات والتي تعرف اختصاراً باسم STEM نسبة إلى الحروف الأولى من أسمائها باللغة الإنجليزية علم، تكنولوجيا، هندسة ورياضيات، يهدف نظام ستيم STEM إلى النهوض بالتعليم لتهيئة الطالب للتعامل مع الواقع العملي المعاصر وكيفية التأهيل والاستعداد للوظائف المستقبلية، كما أن نظام ستيم STEM يهدف إلى جعل الطلبة يتمتعون بدراسة المحتوى الدراسي في مجالات الهندسة والرياضيات والعلوم والتكنولوجيا، وبالتالي يحسّنون من كفاءتهم في تلك المجالات.
يهدف مركز المبتكر الواعد إلى:
- توفير بيئة جاذبة ومشجعة للمشاركين وتمكينهم في المجالات العلمية
- اكتشاف ودعم الموهوبين وصقل قدراتهم
- تحفيز المشاركين على الابتكار ودعم أفكارهم ومشاريعهم
- تعزيز الأنشطة العلمية والبحثية والابتكارية